# Herxheim am Berg
Herxheim am Berg – gmina w Niemczech, w kraju związkowym Nadrenia-Palatynat, w powiecie Bad Dürkheim, wchodzi w skład gminy związkowej Freinsheim.

## Kościół św. Jakuba
Na wieży miejscowego ewangelickiego kościoła św. Jakuba z 1014 roku znajduje się dzwon pochodzący z 1934 roku. Dzwon zdobi swastyka i dedykacja: „Wszystko dla Ojczyzny – Adolf Hitler”. Mimo protestów miejscowe władze postanowiły zachować dzwon jako symbol do „pojednania i ku przestrodze przed przemocą i niesprawiedliwością”.